# Teoría de reconocimiento por componentes
La teoría de reconocimiento por componentes, o teoría de RBC, es un proceso propuesto por Irving Biederman en 1987 para explicar el reconocimiento de objetos. De acuerdo con la teoría de RBC, podemos reconocer los objetos separándolos en geones (las partes componentes principales del objeto). Biederman sugirió que los geones se basan en formas tridimensionales básicas (cilindros, conos, etc.) que se pueden ensamblar en varias disposiciones para formar un número virtualmente ilimitado de objetos.

## Geones
La teoría del reconocimiento por componentes sugiere que hay menos de 36 geones que se combinan para crear los objetos que vemos en la vida cotidiana. Por ejemplo, cuando miramos una taza, la dividimos en dos componentes: «cilindro» y «mango». Esto también funciona para objetos más complejos, que a su vez están compuestos por un número mayor de geones. Los geones percibidos se comparan con los objetos en nuestra memoria almacenada para identificar qué es aquello que estamos viendo. La teoría propone que cuando vemos objetos buscamos dos componentes importantes:
Bordes: estos nos permite mantener la misma percepción del objeto, independientemente de la orientación visual.
Concavidades: El área donde se intersecan dos bordes. Estas nos permiten observar la separación entre dos o más geones.

## Analogía entre discurso y objetos
En su propuesta del RBC, Biederman hace una analogía acerca de la composición del habla y los objetos que ayuda a apoyar su teoría. La idea es que se necesitan unos 44 fonemas individuales o «unidades de sonido» para componer cada palabra en el idioma inglés, y solo unos 55 son necesarios para componer cada palabra en todos los idiomas. Aunque pueden existir pequeñas diferencias entre estos fonemas, todavía hay un número discreto con el que se erigen todos los idiomas.
Se puede usar un sistema similar para describir cómo se perciben los objetos. Biederman sugiere que de la misma manera como el habla está compuesta por fonemas, los objetos están compuestos por geones, y como hay una gran variedad de fonemas, también hay una gran variedad de geones. Es más fácilmente comprensible cómo 36 geones pueden componer la suma de todos los objetos, cuando la suma de todo el lenguaje y el habla humana se compone de solo 55 fonemas.

## Invariancia del punto de vista
Uno de los factores más definitorios de la teoría del reconocimiento por componentes es que nos permite reconocer objetos sin importar el ángulo de visión; esto se conoce como invariancia del punto de vista. Se propone que la razón de este efecto son las propiedades de borde invariante de los geones.
Las propiedades del borde invariante son las siguientes:
- Curvatura (varios puntos de una curva)

- Líneas paralelas (dos o más puntos que siguen la misma dirección)

- Co-terminación (el punto en el que dos puntos se encuentran y por lo tanto dejan de continuar)

- Simetría y asimetría

- Co-linealidad (puntos que se ramifican desde una línea común)

Nuestro conocimiento de estas propiedades significa que al ver un objeto, o geón, podemos percibirlo desde casi cualquier ángulo. Por ejemplo, al ver un ladrillo, podremos ver conjuntos horizontales de líneas paralelas y verticales, y al considerar dónde se encuentran estos puntos (co-terminación) podemos percibir el objeto.

## Fortalezas de la teoría
El uso de geones como primitivos estructurales da como resultado dos ventajas clave. Debido a que los geones se basan en propiedades de objetos que son estables en todo el punto de vista ("punto de vista invariante"), y todos los geones son discriminables entre sí, una sola descripción de geón es suficiente para describir un objeto desde todos los puntos de vista posibles. La segunda ventaja es que se logra una considerable economía de representación: un conjunto relativamente pequeño de geones forma un simple «alfabeto» que puede combinarse para formar objetos complejos. Por ejemplo, con solo 24 geones, hay 306 mil millones de combinaciones posibles de 3 geones, lo que permite reconocer todos los objetos posibles.
Además, algunas investigaciones sugieren que la capacidad de reconocer los geones y las estructuras compuestas de los geones puede desarrollarse en el cerebro desde los cuatro meses de edad, lo que la convierte en una de las habilidades fundamentales que los bebés utilizan para percibir el mundo.

## Evidencia experimental
- Los participantes muestran una notable capacidad para reconocer objetos a pesar del ruido visual, siempre que los geones sean visibles.
- La eliminación de información de relación de características (relaciones entre geones) perjudica el reconocimiento de objetos.
- Sin cebado visual si se utilizan diferentes geones entre las pruebas

## Debilidades
La teoría de RBC no es en sí misma capaz de producir, con una fotografía de un objeto real, una descripción de geones y relaciones del objeto; además, la teoría no intenta proporcionar un mecanismo para reducir las complejidades de las escenas reales a formas de geones simples. La teoría de RBC también resulta insuficiente, ya que los geones y las relaciones entre ellos no podrán distinguir muchos objetos reales. Por ejemplo, una pera y una manzana son fácilmente distinguidas por los humanos, pero carecen de las esquinas y los bordes necesarios para que la teoría de RBC las reconozca como diferentes. Sin embargo, Irving Biederman ha argumentado que la teoría de RBC es el modo «preferido» de reconocimiento humano de objetos, con un proceso secundario manejando objetos que no son distinguibles por sus geones. Además, afirma que esta distinción explica la investigación que sugiere que los objetos pueden o no ser reconocidos igualmente bien con cambios en el punto de vista.